# Гребис, Кристап
Кри́стап Гре́бис (латыш. Kristaps Grebis; род. 13 декабря 1980, Лиепая) — латвийский футболист, нападающий. Выступал за сборную Латвии. Лучший бомбардир чемпионата Латвии 2009 года.

## Биография
Начинал футбольную карьеру в лиепаепайском «Металлурге».
В сезоне 2006/07 непродолжительное время играл за Оксфорд Юнайтед, после чего вернулся в Латвию, приняв предложение клуба «Вентспилс».
В 2008—2010 вновь играл за «Металлург», где блистал бомбардирскими качествами — 55 голов в 75 матчах чемпионата страны.
В 2011—2012 играл в клубах Кипра, Азербайджана, Германии. С 2013 снова в Латвии, с 2014 — игрок клуба «Лиепая».
В 2008 дебютировал за сборную Латвии.

## Достижения
- Чемпион Латвии (4): 2005, 2007, 2009, 2015
- Серебряный призёр чемпионата Латвии (4): 2003, 2004, 2006, 2008
- Бронзовый призёр чемпионата Латвии (3): 2000, 2002, 2010
- Обладатель Кубка Латвии (2): 2006, 2007
- Финалист Балтийской лиги: 2007